# 서승우
서승우(2002년 11월 18일 ~ )는 대한민국의 축구 선수로, 포지션은 센터백이다. 현재 K3리그 FC 목포 소속이다.